# Redmi K60
Redmi K60 — лінія смартфонів суббренда Xiaomi Redmi, що входять у серію Redmi K. Redmi K60, K60 Pro та K60E були представлені 27 грудня 2022 року. Redmi K60E фактично являє собою той же Redmi K50 із трохи зміненим дизайном, що відповідає лінійці Redmi K60, та новішим процесором.
Також 9 травня 2023 року разом із POCO F5 компанія POCO представила POCO F5 Pro, що є глобальною версією Redmi K60 із трохи меншим об'ємом акумулятора.

## Дизайн

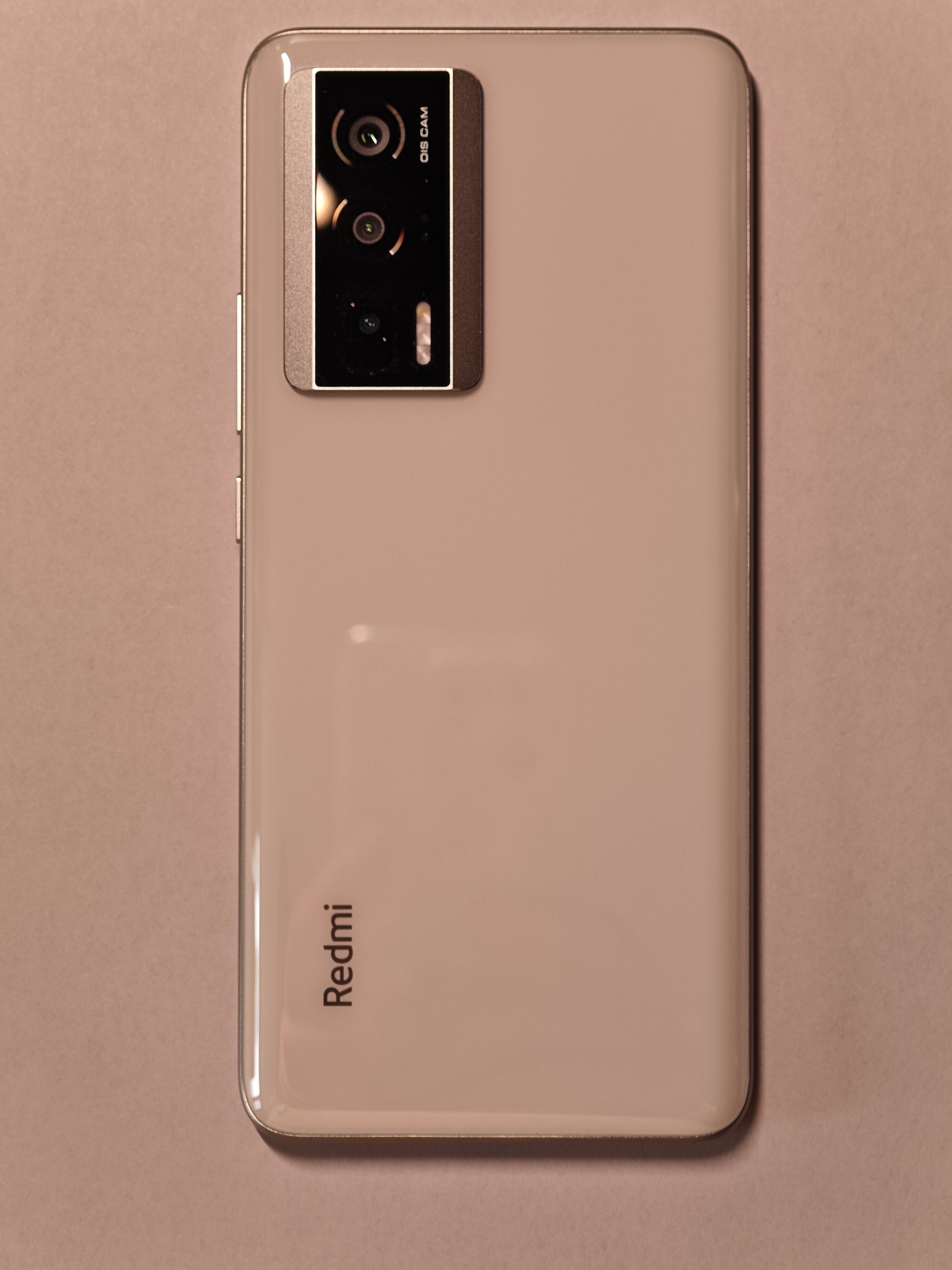
Задня панель Redmi K60 в кольорі Clear Snow

В Redmi K60, K60 Pro та POCO F5 Pro екран виконаний зі скла Corning Gorilla Glass 5, а в K60E — з Gorilla Glass Victus. Бокова частина виконана з полікарбонату. Задня панель виконана зі скла, зі шкіри в кольорі Plain Blue для Redmi K60 або зі шкіри зі скляними вставками в Redmi K60 Champion Performance Edition (спеціальний варіант Redmi K60 Pro).
Знизу розміщені роз'єм USB-C, динамік, мікрофон та слот під 2 SIM-картки. Зверху розташовані додатковий мікрофон, ІЧ-порт та другий динамік. З правого боку розміщені кнопки регулювання гучності та кнопка блокування, в яку в Redmi K60E вбудований сканер відбитків пальців.
Redmi K60, K60 Pro та K60E мають 3 спільні кольорові варіанти: Quiet Mango (зелений; трохи темніший в K60E), Clear Snow (білий) та Ink Feather (чорний з карбоновим візерунком по боковим краям). Також Redmi K60 має колір Plain Blue (блакитний) зі шкіряною задньою панеллю, а Redmi K60 Pro — спеціальне видання Redmi K60 Champion Performance Edition, яке прийшло на заміну виданням Mercedes-AMG Petronas Formula One Team Edition, але без партнерства з Mercedes-AMG Petronas Formula One Team.
POCO F5 Pro має тільки чорний колір з карбоновим візерунком по боковим краям та білий.

## Технічні характеристики

### Платформа
Redmi K60 та POCO F5 Pro отримали процесор Qualcomm Snapdragon 8+ Gen 1 з графічним процесором Adreno 730, K60 Pro — Snapdragon 8 Gen 2 з графічним процесором Adreno 740, а K60E — MediaTek Dimensity 8200 з графічним процесором Mali-G610 MC6.

### Батарея
Батарея Redmi K60 та K60E отримала об'єм 5500 мА·год, K60 Pro — 5000 мА·год, а POCO F5 Pro — 5160 мА·год. У всіх моделей батарея літій-полімерного (Li-Po) типу.
Redmi K60, K60E та POCO F5 Pro мають підтримку швидкої дротової зарядки на 67 Вт, а K60 Pro — на 120 Вт. Окрім цього, Redmi K60, K60 Pro та POCO F5 Pro мають підтримку швидкої бездротової зарядки на 30 Вт.

### Камера
Всі моделі отримали потрійний набір основної камери, який складається з ширококутного модуля на 64 Мп зі світлосилою f/1.79 в Redmi K60 та POCO F5 Pro, Sony IMX800 на 54 Мп зі світлосилою f/1.88 в Redmi K60 Pro, Sony IMX582 на 48 Мп зі світлосилою f/1.79 в Redmi K60E, надширококутного модуля на 8 Мп зі світлосилою f/2.2, який має кут огляду 120° в Redmi K60, K60E та POCO F5 Pro та 118° в Redmi K60 Pro і макромодуля на 2 Мп зі світлосилою f/2.4. Основна камера Redmi K60, K60 Pro та POCO F5 Pro може записувати відео з роздільною здатністю до 8K@24fps, а K60E — до 4K@30fps.
Також смартфони отримали ширококутну фронтальну камеру з роздільністю 16 Мп та світлосилою f/2.45 в Redmi K60, K60 Pro та POCO F5 Pro і 20 Мп та f/2.4 відповідно в Redmi K60E. У всіх моделей вона вміє записувати відео в роздільні здатності до 1080p@60fps.

### Екран
Екран OLED, 6,67", WQHD (3200 × 1440) зі співвідношенням сторін 20:9, щільністю пікселів 526 ppi, частотою оновлення дисплею 120 Гц, підтримкою Dolby Vision, HDR10+ та круглим вирізом під фронтальну камеру, що розміщений зверху в центрі. Також під дисплей Redmi K60, K60 Pro та POCO F5 Pro вбудовано оптичний сканер відбитків пальців.

### Звук
Смартфони отримали стереодинаміки, розташовані на верхньому та нижньому торцях.

### Пам'ять
Redmi K60 продавався в комплектаціях 8 ГБ/128 ГБ, 8 ГБ/256 ГБ, 12 ГБ/256 ГБ, 16 ГБ/256 ГБ, 12 ГБ/512 ГБ, 16 ГБ/512 ГБ та 16 ГБ/1 ТБ, K60 Pro — 8 ГБ/128 ГБ, 8 ГБ/256 ГБ, 12 ГБ/256 ГБ, 12 ГБ/512 ГБ та 16 ГБ/512 ГБ, K60E — 8 ГБ/128 ГБ, 8 ГБ/256 ГБ, 12 ГБ/256 ГБ та 12 ГБ/512 ГБ, а POCO F5 Pro — 8 ГБ/256 ГБ та 12 ГБ/512 ГБ.

### Програмне забезпечення
Redmi K60 та K60 Pro були випущені на MIUI 14  на базі Android 13, POCO F5 Pro — на MIUI 14 для POCO на базі Android 13, а Redmi K60E — на MIUI 13 на базі Android 12. Всі смартфони були оновлені до Xiaomi HyperOS 2, яка базується на Android 15 в Redmi K60, K60 Pro та POCO F5 Pro та на Android 14 в Redmi K60E.